# 버펄로 뉴스

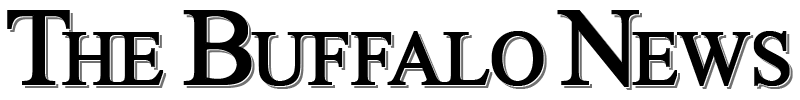
버펄로 뉴스의 로고

버펄로 뉴스(The Buffalo News)는 버펄로-나이아가라군 지구의 일간 신문으로, 뉴욕주 버펄로에 위치해 있다. 유니랜드 개발사에 본사를 매각했었다. 수십 년 동안 워렌 버핏의 버크셔 해서웨이가 완전히 지분을 가지고 있었던 유일한 신문사였으나, 2020년 1월 29일 리 엔터프라이지스에 매각 될 것이라고 보도되었다.

## 역사

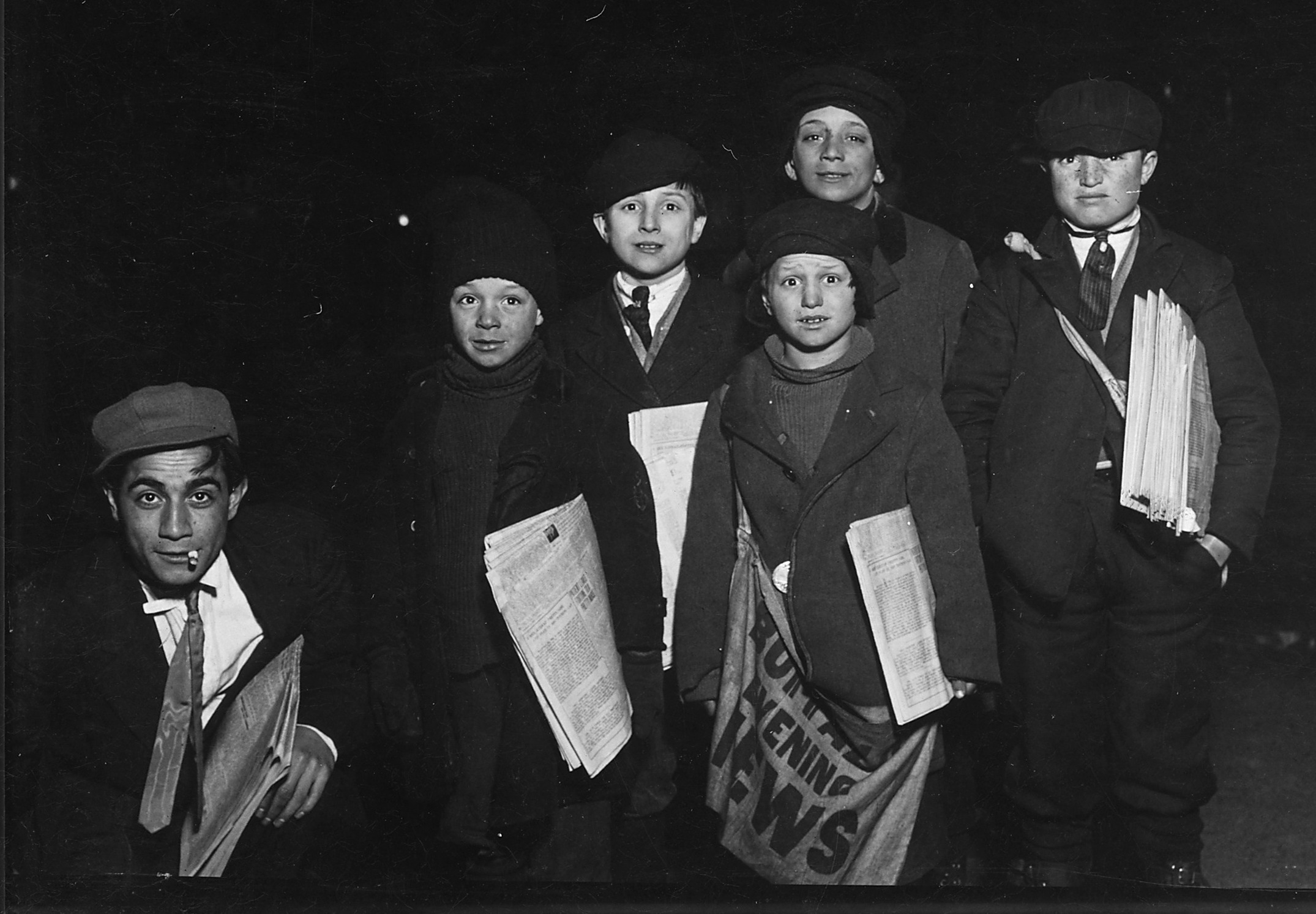
1910년 2월 버펄로 이브닝 뉴스의 신문 배달을 하고 있는 소년들의 모습

버펄로 뉴스는 1873년 에드워드 허버트 버틀러 시니어가 일요신문으로 창간했다. 1880년 10월 11일부터는 일간 신문으로 발행되었으며, 1914년부터는 원래와 달리 월요일부터 토요일까지만 발행되고 일요일엔 발행되지 않았다. 뉴스가 발행되던 대부분의 기간 동안 버펄로 뉴스는 버펄로 이브닝 뉴스로 알려져 있었다. 버펄로 쿠리어-익스프레스와 계약을 체결해 버펄로 쿠리어-익스프레스는 아침에, 버펄로 뉴스는 저녁에만 발행되도록 했다. 1977년까지 버펄로 뉴스는 계약 때문에 일요일에 신문을 발행할 수 없었으며, 주말 판은 토요일 저녁에 발행됐다.
버틀러 가는 오랜 기간 동안 버펄로 뉴스를 소유했지만, 창업자의 손녀이자 오랜 소유주였던 캐서린 버틀러가 상속인 없이 사망하게 되었고 1977년 버크셔 해서웨이가 사들였다. 버크셔 해서웨이는 토요일과 이요일 아침에 출판을 하기 시작했다. 이후 쿠리어-익스프레스는 재정적인 쇠퇴로 인해 1982년 9월 19일에 마지막 호를 발행했다. 버펄로 이브닝 뉴스는 버펄로 뉴스로 이름을 줄이고 1주일에 7일씩 2판을 발행하는 종일 신문이 되었다. 2006년 10월 1일, 버펄로 뉴스는 10월 말부터 석간을 발행하지 않을 것이라고 발표했다.
버펄로 뉴스는 BuffaloNews.com에 온라인으로 게재되는 세 개의 판(웨스턴 뉴욕, 파이널, 나이아가라)을 발행하며 매일 8개의 구에 걸쳐 40만 명 이상의 독자를 확보하였다. 이렇게 별도의 판을 운영하는 방식은 2018년에 폐지되었고, 신문 용지 부족에 대응하기 위해 단일 판본으로 통합됐다. 뉴스가 영향을 끼치는 시장은 뉴욕 북부에서 가장 많은 성인 인구를 가지고 있었다.
버펄로 뉴스는 WBEN 텔레비전과 라디오국을 설립하고 소유하였으며, 이는 WIVB, WBEN, WYRK, WBKV로 갈라졌다. 현재 WBEN은 오다시, WYRK는 타운스퀘어 미디어, WBK는 에듀케이셔널 미디어 파운데이션이 소유하는 등 다른 회사가 가지고 있었지만, 2014년 버핏의 미디어 제너럴이 WIVB의 모회사인 LIN 미디어와 합병하면서 부분적으로 공동 소유권을 되찾았다.
2020년 1월 29일, 버펄로 뉴스는 버크셔 해서웨이의 나머지 신문 포트폴리오와 아이오와주에 본사를 두어 50개의 신문사를 소유하고 있는 리 엔터프라이즈에 매각될 것이라 보도됐다.

## 퓰리처상

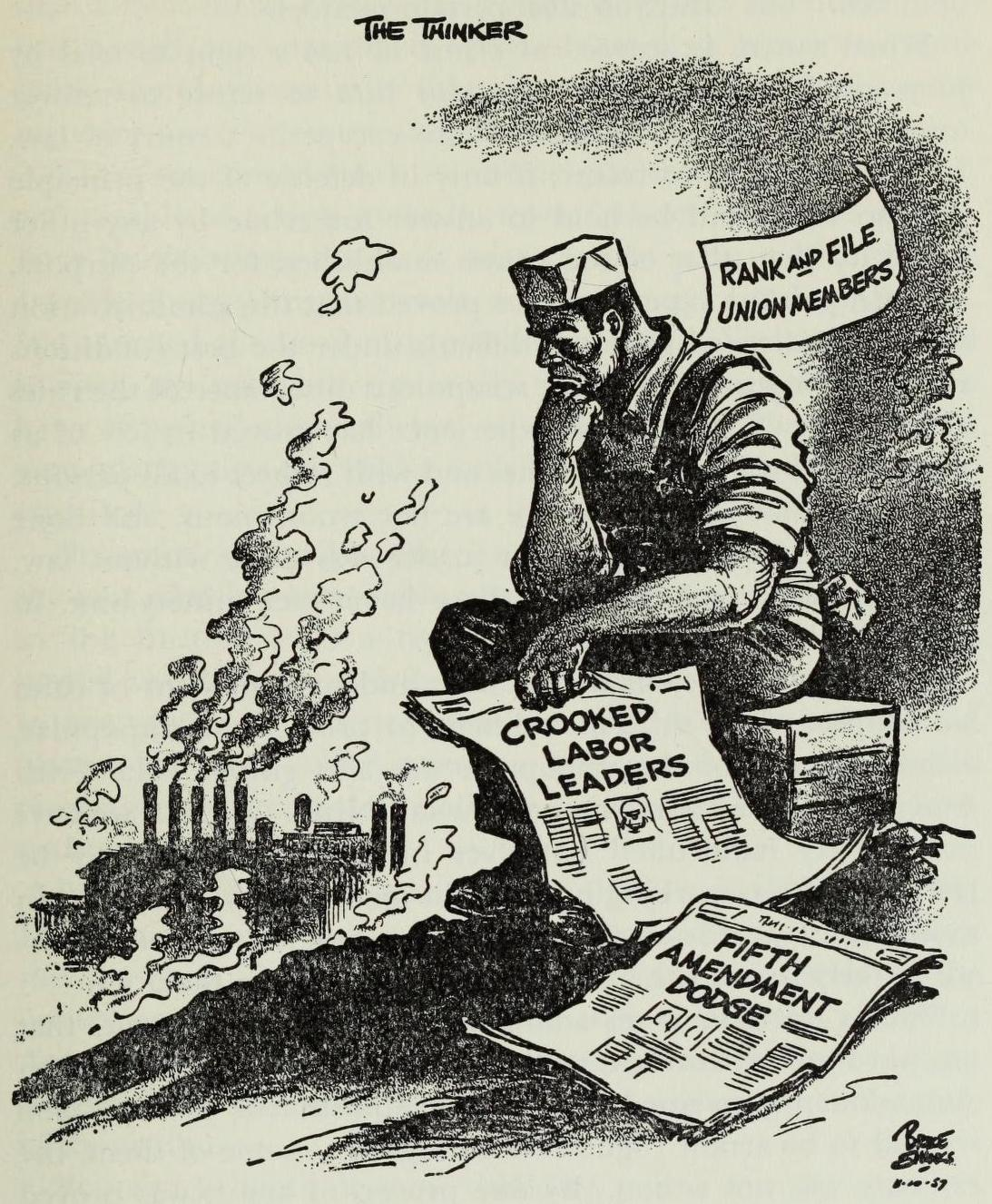
브루스 섕크스가 그린 "The Thinker"

버펄로 뉴스 및 버펄로 이브닝 뉴스의 기자가 퓰리처상을 수상한 것은 총 네 번이다.
- 1958년 브루스 섕크스가 협회의 부피를 다룬 "The Thinker"라는 그림이 시사만화상을 수상하였다.
- 1961년, 에드거 메이가 뉴욕주의 복지 시스템 개혁 필요성에 관해 쓴 글로 현지 보도상을 수상하였다. 해당 기사는 전국적으로 복지 개혁에 대한 논쟁을 촉발시키기도 했다.
- 1990년, 톰 톨스가 1990년 동안 신문에 그린 그림으로 신문사의 두 번째 시사만화상을 수상하게 만들었다.
- 2015년, 애덤 지글리스가 세 번째 시사만화상을 수상했다.

## 출판인 및 편집자
출판인
- 에드워드 허버트 버틀러 시니어 (1880~1914, 설립자)
- 에드워드 허버트 버틀러 주니어 (1914~1956, 버틀러 시니어의 아들)
- 제임스 H. 라이터 (1956년~1971)
- 케이트 M. 로빈슨 버틀러 (1971~1974, 버틀러 주니어의 아내)
- 헨리 Z. 어반 (1974~1983)
- 스탠퍼드 립시 (1983~2013)
- 워런 T. 콜빌 (2013~2020)

편집자
- 알프레드 H. 커코퍼 (1956~1966)
- 폴 E. 네빌 (1966~1969)
- 머리 B. 라이트 (1979~1999)
- 마거릿 M. 설리번 (1999~2012)
- 마이클 K. 코넬리 (2012~2022)